# ريجينا لويز
ريجينا لويز (بالإنجليزية: Regina Louise)‏ هي كاتِبة أمريكية، ولدت في 2 مايو 1963 في أوستن في الولايات المتحدة.

## وصلات خارجية
- الموقع الرسمي